# Генріх Меєр
Генріх Меєр (нім. Heinrich Meyer; 8 квітня 1922, Берсдорф-Трах — ?) — німецький офіцер-підводник, оберлейтенант-цур-зее крігсмаріне.

## Біографія
1 грудня 1939 року втсупив на флот. З 1 травня по 29 червня 1941 року пройшов практику вахтового офіцера на підводних човнах 22-ї флотилії, з 30 червня по 19 грудня — курс підводника. З грудня 1941 року — 2-й вахтовий офіцер на підводному човні U-154, на якому взяв участь у п'яти походах, під час яких були потоплені 13 кораблів загальною водотоннажністю 73 225 тонн. 12-31 липня 1943 року пройшов підготовку в 2-му навчальному дивізіоні підводних човнів, 1-31 серпня — курс командира човна, після чого був направлений на будівництво U-287. З 22 вересня 1943 року — командир U-287. 26 квітня 1945 року вийшов у свій перший і останній похід. 16 травня 1945 року затопив човен і здався британським військам.

## Звання
- Кандиадт в офіцери (1 грудня 1939)
- Морський кадет (1 травня 1940)
- Фенріх-цур-зее (1 листопада 1940)
- Оберфенріх-цур-зее (1 листопада 1941)
- Лейтенант-цур-зее (1 квітня 1942)
- Оберлейтенант-цур-зее (1 грудня 1943)

## Нагороди
- Нагрудний знак підводника (10 травня 1942)
- Залізний хрест
  - 2-го класу (10 травня 1942)
  - 1-го класу (8 січня 1943)